# فواز علبي
فواز تيسير العلبي (بالإنجليزية: Fawwaz T. Ulaby) هو أستاذ جامعي ومهندس سوري أمريكي، يعمل أستاذًا الهندسة الكهربية وعلوم الحاسب بجامعة متشيغان في آن أربر. شارك في تأسيس جامعة الملك عبد الله للعلوم والتقنية، وهو عضو بالأكاديمية الوطنية الأمريكية للهندسة وزميل الرابطة الأمريكية لتقدم العلوم وزميل معهد المهندسين الكهربائيين والإلكترونيين.

## حياته
ولد البروفيسور فواز علبي في العاصمة السورية دمشق، ونشأ في لبنان، حيث التحق بالجامعة الأمريكية في بيروت، ومنها حصل سنة 1964 على درجة البكالوريوس في العلوم في مجال الفيزياء، قبل أن يلتحق بجامعة تكساس في أوستن ليحصل سنة 1968 على درجة الدكتوراه في الهندسة الكهربائية.
عمل علبي بالتدريس في جامعة كنساس قبل أن ينتقل في منتصف الثمانينيات للعمل بجامعة متشيغان في آن آربر، حيث شغل كرسي الهندسة الكهربائية وعلوم الحاسب، كما عمل نائبًا لرئيس الجامعة للبحوث. شارك في تأسيس جامعة الملك عبد الله للعلوم والتقنية وعمل وكيلًا لها في الفترة من مارس 2008 إلى أبريل 2009.

## مجالات البحث

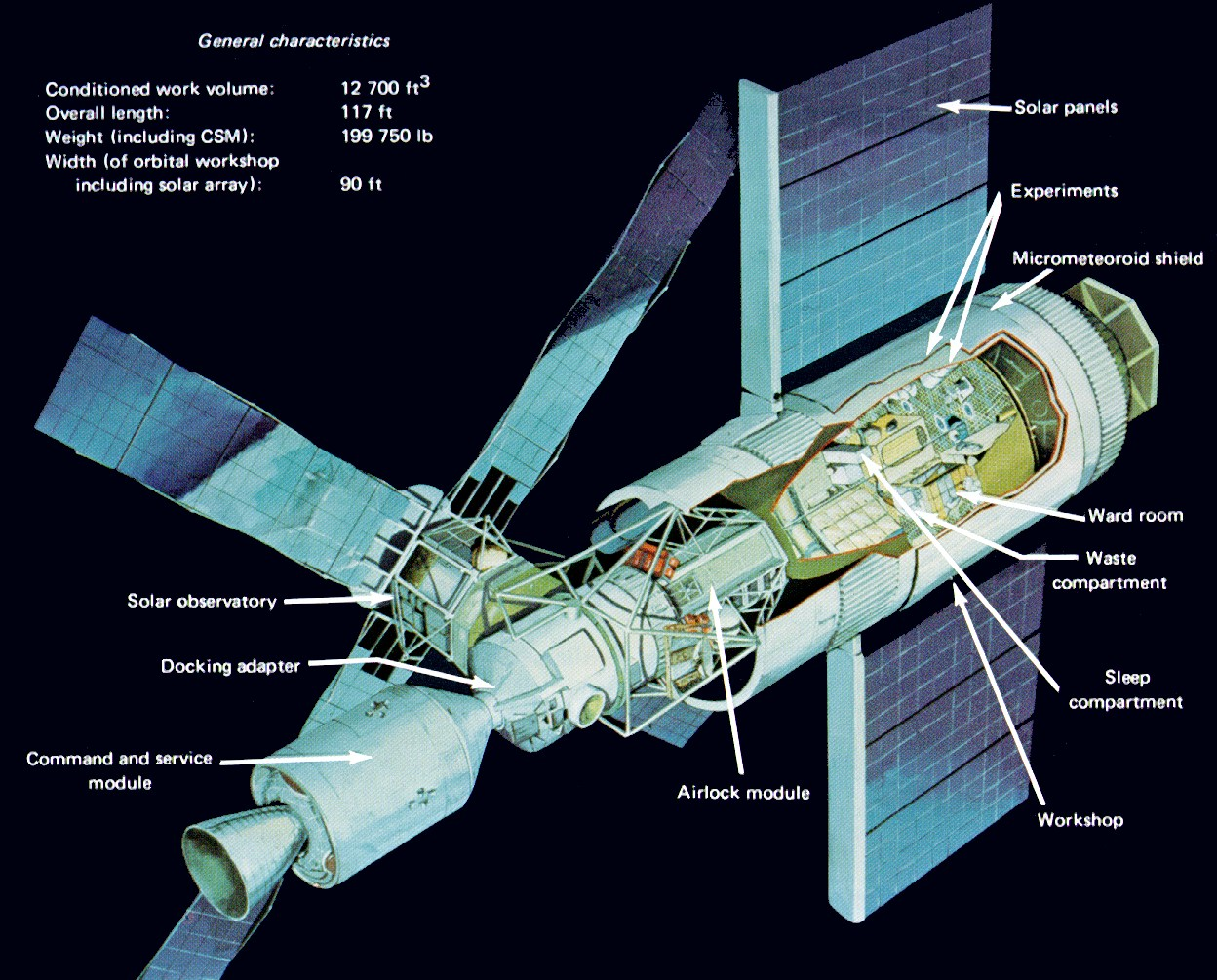
مخطط محطة سكاي لاب الفضائية

اشتهر العلبي بتطوير الإلكترونيات الدقيقة لمجموعة من الدوائر والهوائيات لأجهزة استشعار التيرا هيرتزية وأنظمة الاتصالات. اليوم، تعتبر التيرا هرتز تقنية تمكينية في أنواع مختلفة من تطبيقات أجهزة الاستشعار الصناعية.

## التكريم[7]
الأستاذ فواز العلبي عضو في الأكاديمية الوطنية الأمريكية للهندسة، وزميل الجمعية الأمريكية لتقدم العلوم (AAAS)، وزميل في معهد مهندسي الكهرباء والإلكترونيات (IEEE).
- جائزة الخدمة المتميزة من جمعية علوم الأرض والاستشعار عن بعد التابعة لمعهد مهندسي الكهرباء والإلكترونيات (IEEE GRSS) في عام 1983.
- جائزة جمعية علوم الأرض والاستشعار عن بعد التابعة لمعهد مهندسي الكهرباء والإلكترونيات (IEEE GRSS) للإنجاز المتميز في عام 1983.
- الميدالية المئوية لمعهد مهندسي الكهرباء والإلكترونيات (IEEE) في عام 1984.
- جائزة مجموعة ناسا لإنجازات فريق الرادار التصويري في عام 1990.
- ميدالية الألفية لمعهد مهندسي الكهرباء والإلكترونيات (IEEE) في عام 2000.
- جائزة معهد مهندسي الكهرباء والإلكترونيات (IEEE) الكهرومغناطيسية في عام 2001.
- جائزة وليام تي بيكورا في عام 2001.
- ميدالية إديسون من معهد مهندسي الكهرباء والإلكترونيات في عام 2006.
- جائزة جمعية علوم الأرض والاستشعار عن بعد التابعة لمعهد مهندسي الكهرباء والإلكترونيات (IEEE GRSS) التعليمية في عام 2006.
- ميدالية جيمس موليجان جونيور من معهد مهندسي الكهرباء والإلكترونيات (IEEE) في عام 2012.